# شريف محسن
شريف محسن هو ممثل مصري بدأ مشواره الفنى طفلا فكان محور احداث مسلسل مبروك جالك ولد عام 1978 مع نيللى ومحمود عبد العزيز وواصل تألقه طفلا ليؤدى دور كريم ابن عادل إمام في دور حماده ولبلبة في دور الطفل كريم في فيلم عصابة حمادة وتوتو عام 1982 وفي مرحلة المراهقة إشترك في مسلسل رأفت الهجان عام 1990 في دور نينو فراش. ومن أشهر أدواره في مرحلة الشباب، دور زكريا (زكروته) صهر ونيس في مسلسل يوميات ونيس.

## تمثيل
| - حق ميت:2015 -احمد مراسل تلفزيوني - صديق العمر:2014 -نجيب المستكاوي - رجل غني فقير جداً:2007 - عايش في الغيبوبة:2006 - أنا وهؤلاء:2005 حسن - القاهرة منفلوط والعكس:2004 - فارس بلا جواد:2002 شاب من الجماعة اليهودية - يوميات ونيس:(ج3،-> 8) 1996 -> 2012 زكريا - البراري والحامول:1995 - سر الأرض: 1994 | - الفرسان:1994 أبن المعلم جرجس الحلواني - رأفت الهجان (ج2، 3) 1990 نينو - حكايات هو وهي 1985: طفل - من قصص القران الكريم: 1984- طفل - مبروك جالك ولد: 1980-عمرو - اليتيم و الحب: 1980- طفل - الأرض الطيبة: طفل - الشاهد والمتهم:طفل - غريب الحي: طفل | - شد أجزاء:2015 - - واحد صفر:2009 -عسكري - ملك وكتابة:2006 - 7 ورقات كوتشينة:2003 - تزوير في أوراق رسمية:1984 طفل - السطوح:1984 أحمد - عصابة حمادة وتوتو:1982 الطفل كريم - درب الفنانين:1980 الطفل - الرجل الذي قال لا: طفل | - أعزائي المشاهدين.. مفيش مشكلة خالص:2015 - جوز ماما سيت كوم:2010 - سكين وتفاحة (نساء ودماء) تمثيلية:2009 - عفاريت العلبة سيت كوم:2007 ضيف الحلقة - كارمن: 2000 - لعبة الست: 2000 - القاضي: سهرة تليفزيونية - حضرة الناظر:سهرة تليفزيونية - محمد |

## روابط خارجية
- شريف محسن على موقع الدهليز
- شريف محسن على موقع قاعدة بيانات الأفلام العربية